# سبيل منوي
السَّبيل المَنوي (بالإنجليزية: Seminal tract)‏ هوَ جُزء من الجهاز التناسُلي الذكري، حيثُ يتكون السبيل المنوي مِن النبيبات الناقلة للمني (نبيبات مستقيمة ناقلة للمني، الشبكة الخصوية، القناة الصادرة) وَالبربخ (الزائِدة) وَالبريبخ وَالحبل منوي وَالأسهر (الأمبولة) بالإضافة إلى القناة الدافقة.